# Pilchowice Nielestno
Pilchowice Nielestno – przystanek osobowy, a dawniej stacja kolejowa i ładownia w Pilchowicach na linii kolejowej nr 283 Jelenia Góra – Żagań, w województwie dolnośląskim.

## Stacja kolejowa w kulturze
Na stacji kolejowej Pilchowice Nielestno kręcono początkowe sceny do filmu Jak rozpętałem drugą wojnę światową w reżyserii Tadeusza Chmielewskiego z 1970 roku. Stacja pojawiła się również we francuskim filmie Les Milles w reżyserii Sébastiena Gralla z 1995 roku.
Odległa o 6 km od stacji zapora Pilchowice została odwzorowana w grze komputerowej Zaginięcie Ethana Cartera. Stacja kolejowa Pilchowice Nielestno nie została w niej odwzorowana, lecz przyległa do niej linia kolejowa pojawia się w grze.